# Гальварино (Чилі)
Гальварино (ісп. Galvarino) — селище в Чилі. Адміністративний центр однойменної комуни. Населення — 3539 осіб (2002). Селище і комуна входить до складу провінції Каутин і регіону Арауканія.
Територія комуни — 568,2 км². Чисельність населення — 11 831 осіб (2007). Щільність населення — 20,82 чол./км².

## Розташування
Селище розташоване за 40 км на північний захід від адміністративного центру області міста Темуко.
Комуна межує:
- на півночі — з комуною Трайгуєн
- на сході — з комуною Перкенко
- на південному сході — з комуною Лаутаро
- на півдні — з комуною Темуко
- на південному заході — з комуною Чольчоль
- на північному заході — з комуною Лумако

## Демографія
Згідно з даними, зібраними в ході перепису Національним інститутом статистики, населення комуни становить 11 831 особу, з яких 6067 чоловіків та 5764 жінки.
Населення комуни становить 1,26 % від загальної чисельності населення регіону Арауканія. 75,66 % належить до сільського населення та 24,34 % — міське населення.